# The Scourge of the Desert
The Scourge of the Desert est un film muet américain réalisé par William S. Hart et sorti en 1915.

## Fiche technique
- Titre : The Scourge of the Desert
- Réalisation : William S. Hart
- Scénario : William H. Clifford, Thomas H. Ince, C. Gardner Sullivan
- Genre : Western
- Production : Broncho Film Company
- Distribution : Mutual Film
- Durée : 20 minutes
- Date de sortie :
  -  États-Unis : 6 janvier 1915

## Distribution
- William S. Hart : Bill Evers
- Rhea Mitchell : Ellen Holt
- Gordon Mullen : John Holt
- Joseph J. Dowling : le pasteur Holt
- Roy Laidlaw : le croupier
- Walter Belasco